# ヘイズリー・クロフォード
ヘイズリー・クロフォード（Hasely Joachim Crawford、1950年8月16日 - ）はトリニダード・トバゴの陸上競技選手。1976年モントリオールオリンピックの陸上競技100mで、同国史上初めての金メダルを獲得した選手である。トリニダード・トバゴ中南部のサンフェルナンド出身。

## 経歴
17歳で陸上競技をはじめ、国際大会にデビューしたのは1970年のコモンウェルスゲームズの100mであった。この大会では銅メダルを獲得している。
2年後の1972年ミュンヘンオリンピックでは、初めてのオリンピックで決勝まで残ったものの、残り20mで怪我のため途中棄権という結果に終わった。
1975年からアメリカのコーチに付き練習を行うこととなり、翌1976年モントリオールオリンピックでは、100mで同国初のオリンピックチャンピオンという栄誉に輝いた。
その後、1980年、1984年のオリンピックにも参加し、同国の選手として最も多くのオリンピックに参加した選手となるが、再び決勝に残ることはなかった。
現在、彼はトリニダード・トバゴの英雄であり、切手にデザインされ彼の名を冠した飛行機やスタジアム（ヘイズリー・クロフォード・スタジアム）が存在する。